# Cầu Švehla
Cầu Švehla (tiếng Séc: Švehlův most) là cây cầu bắc qua sông Lužnice, gần lâu đài Kotnov, ở thị trấn Tábor, vùng Nam Bohemia, Cộng hòa Séc. Cây cầu này được đặt theo tên của cựu Thủ tướng Tiệp Khắc Antonín Švehla (1873 - 1933) và có tên trong danh sách các di tích văn hóa cấp quốc gia.

## Mô tả
Cầu Švehla được thiết kế dành cho giao thông đường bộ với kết cấu bê tông cốt thép. Cây cầu có tổng chiều dài là 167 mét, và đỉnh của vòm cầu cách mặt sông khoảng 25 mét. Tải trọng cho phép là 22 tấn. Cầu Švehla nằm trên tuyến đường đi qua các thị trấn từ Mladá Vožice - Tábor - Týn nad Vltavou.

## Lịch sử
Cầu Švehla được xây dựng từ năm 1934 đến năm 1935. Kể từ lúc bắt đầu thi công cho đến khi hoàn thành cây cầu chỉ mất 16 tháng. Cầu Švehla  chính thức được khánh thành và đi vào sử dụng vào ngày 28 tháng 10 năm 1935. Cây cầu được đặt theo tên của cựu Thủ tướng Tiệp Khắc Antonín Švehla (1873 - 1933). Riêng trong thời kỳ chế độ cộng sản, công trình được gọi là Cầu Sokolovo (most Sokolovo). Từ năm 1989, cây cầu khôi phục lại tên gọi cũ là Cầu Švehla như ngày nay.

## Hình ảnh

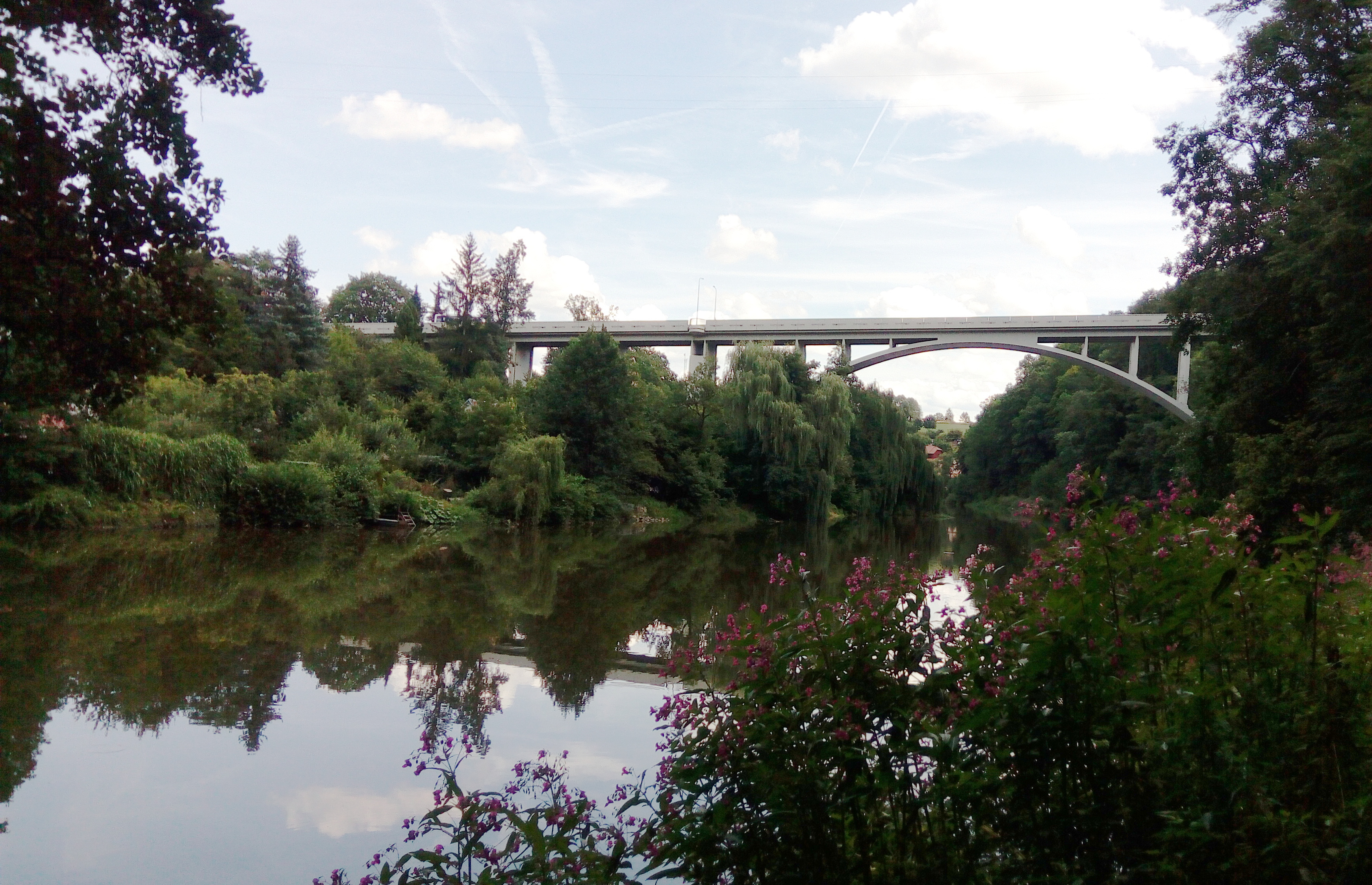
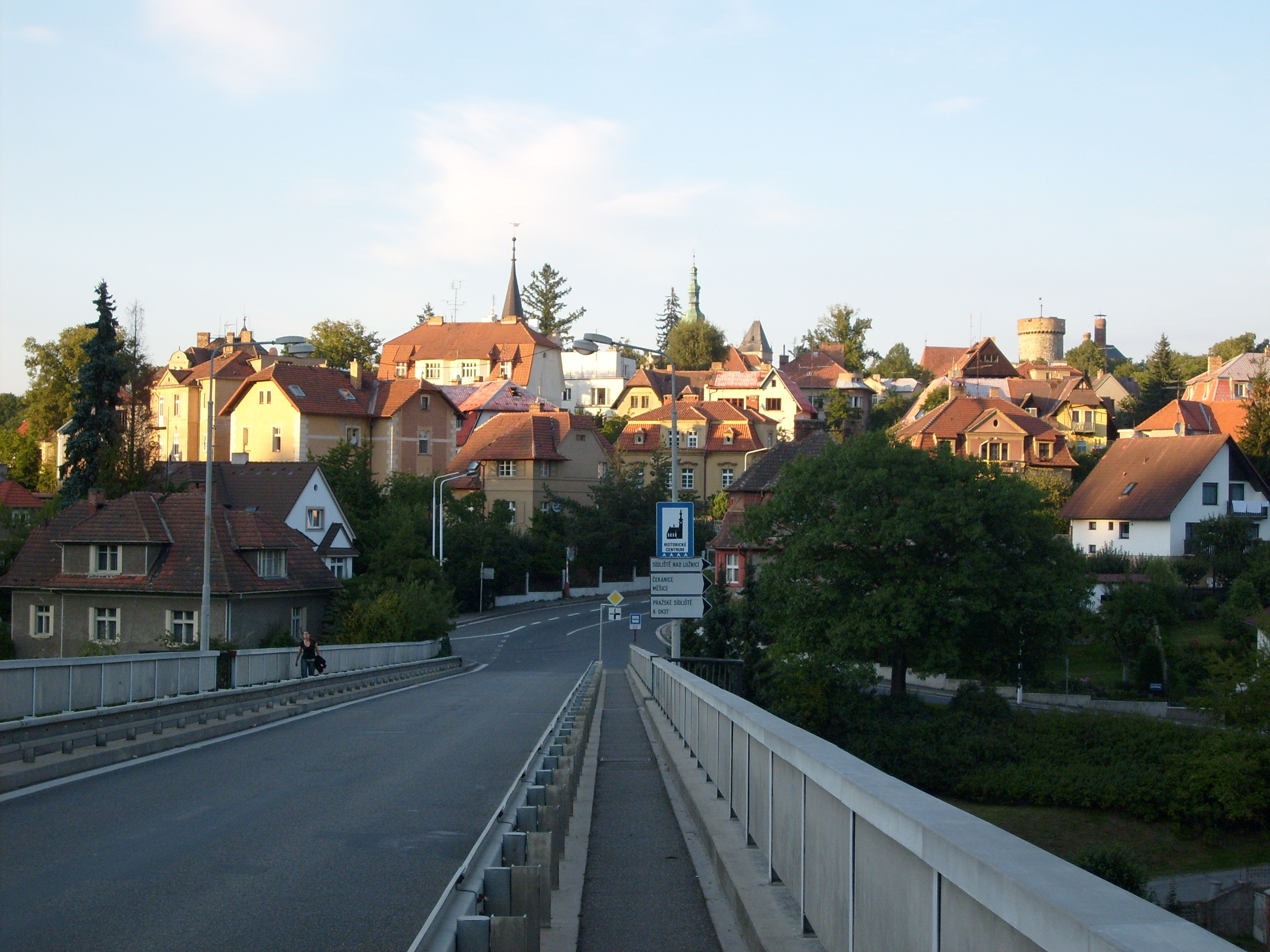
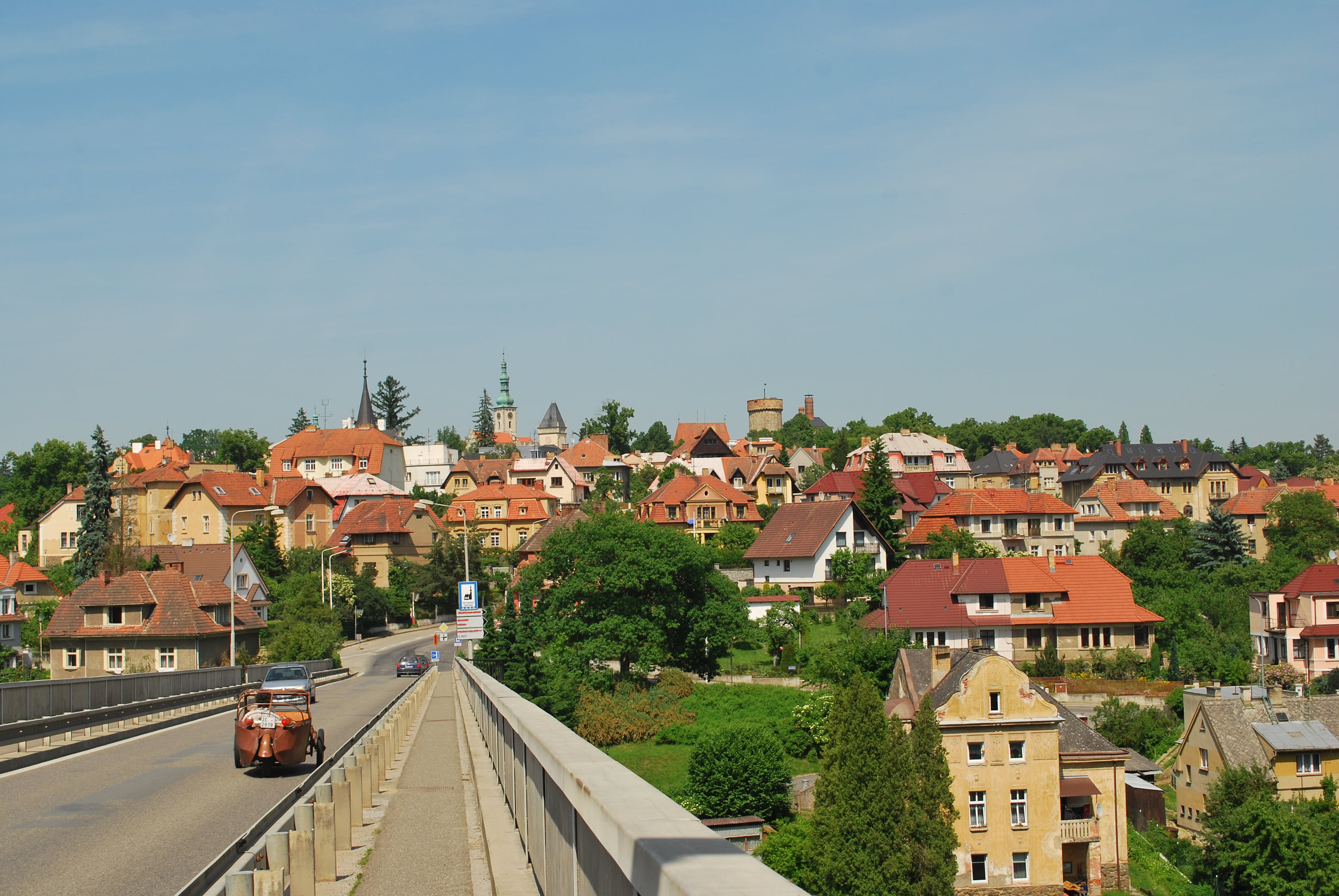